# Aicha (Siegenburg)
Aicha ist ein Gemeindeteil des Marktes Siegenburg im Landkreis Kelheim.
Das Dorf Aicha liegt etwa 2 km nordöstlich des Marktes Siegenburg auf der Gemarkung Tollbach. Der Ortsname kann gedeutet werden als „bei den Eichen liegend“.

## Geschichte
Die Erstnennung als Eihe erfolgte im 12. Jahrhundert. Ab 1818 gehörte Aicha zur Steuergemeinde Tollbach, dann zur Landgemeinde Tollbach. 
Ab dem Jahre 1937 hatte Aicha elektrischen Strom. Am 29. Oktober 1937 brannte ein Anwesen in Aicha komplett nieder. Durch die Eingemeindung der Gemeinde Tollbach nach Siegenburg im Jahr 1946 kam Aicha zum Markt Siegenburg. Die Gemeinde Tollbach wurde 2012 hatte Aicha 38 Einwohner.

## Einwohner
| Jahr | Einwohner |
| ---- | --------- |
| 1800 | 60        |
| 1836 | 68        |
| 1840 | 60        |
| 1872 | 76        |
| 1885 | 77        |
| 2012 | 38        |